# Fábrica de Aço Outubro Vermelho

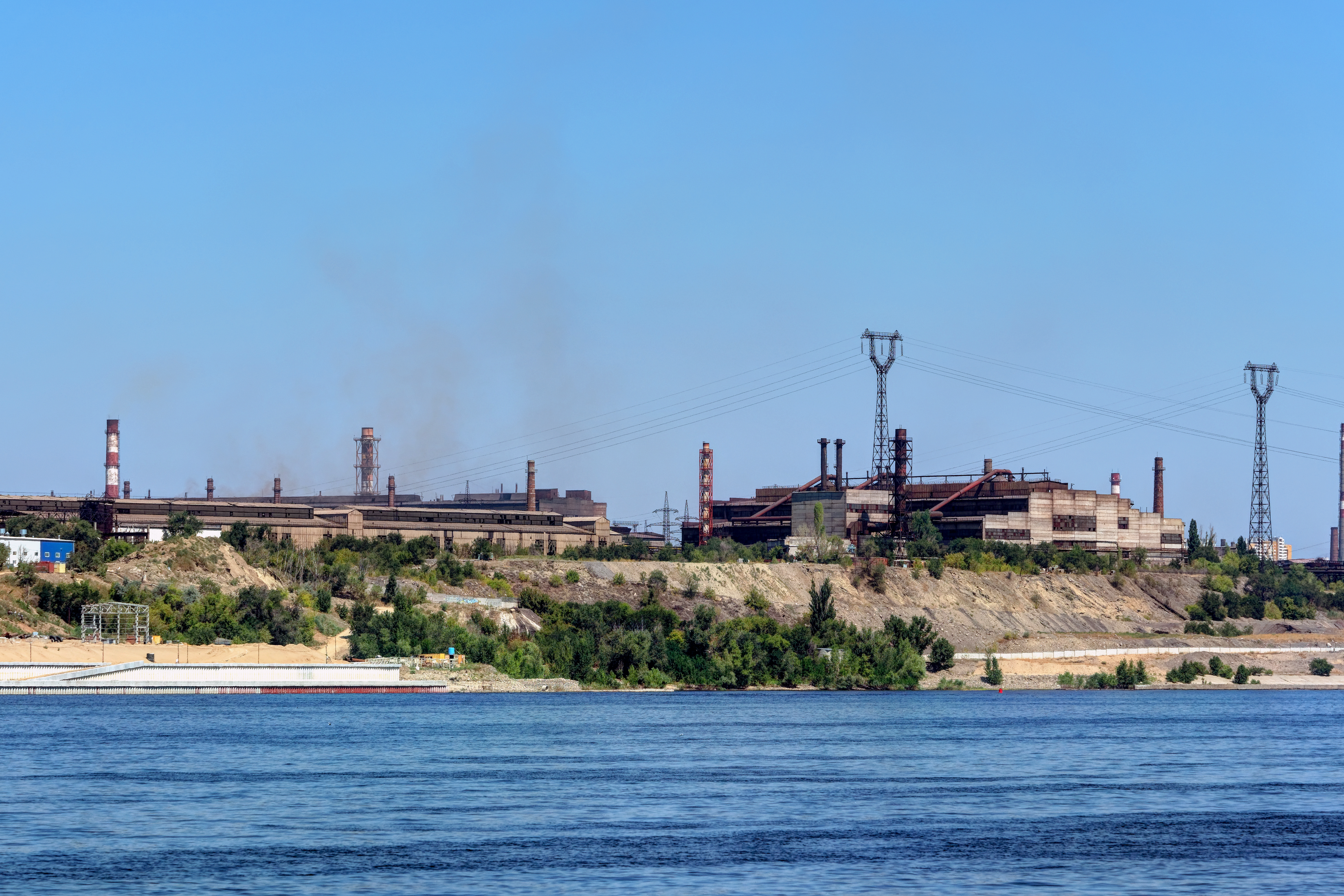
A fábrica de Volvogrado.

Fábrica de Aço Outubro Vermelho é uma das maiores instalações metalúrgicas da Rússia, mantida e administrada pela corporação Volgogradskiy Metallurgicheskiy Zavod Krasny Oktyabr (russo: Закрытое акционерное общество "Волгоградский металлургический завод "Красный Октябрь").
A companhia foi fundada em 30 de abril de 1897, Após a Revolução Russa, passou a ser chamada de Outubro Vermelho (Krasny Oktyabr). Durante a Segunda Guerra Mundial teve fama mundial como palco de violentos combates durante a Batalha de Stalingrado, entre alemães e soviéticos, sendo transformada em ruínas. Depois da guerra, reconstruída,  a corporação foi condecorada com a Ordem de Lenin, maior condecoração da ex-União Soviética.